# Alain Goraguer

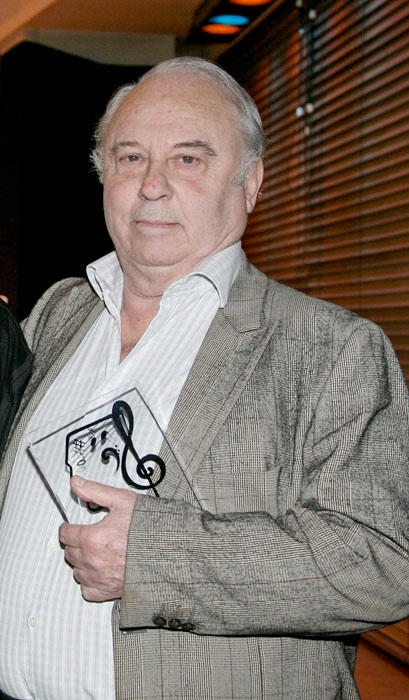
Alain Goraguer (2016)

Alain Yves Réginald Goraguer (* 20. August 1931 in Rosny-sous-Bois; † 13. Februar 2023 in Paris) war ein französischer Jazzpianist, Arrangeur, Komponist von Chansons und Filmmusik. Er arbeitete unter anderem mit Boris Vian, Serge Gainsbourg und Udo Jürgens.

## Biografie
Goraguer wuchs in Nizza auf, woher seine Familie stammte. Zuerst lernte er Violine, konzentrierte sich nach einer Begegnung mit dem Pianisten Jack Diéval auf dessen Rat aber auf das Klavierspiel. Er gewann Preise bei Amateur-Jazzwettbewerben und zog nach Paris. In den Clubs von Saint-Germain-des-Prés, wo er die Sängerin Simone Alma begleitete, traf er Boris Vian, mit dem er bei verschiedenen Chansons zusammenarbeitete („Je Bois“, „La Java des bombes atomiques“, „Fais-moi mal Johnny“, „Ne vous mariez pas les filles“). 1959 schrieb er die Jazz-inspirierte Filmmusik für „J’irai cracher sur vos tombes“ (Regie Michel Gast), das nach einem Roman von Vian gedreht wurde, von diesem aber abgelehnt wurde (er starb bei der Vorführung an einem Herzanfall, weil er sich über den Film aufregte). Er wirkte auch mit Vian an den Arrangements der ersten Aufnahme des Chansoniers und Jazzgitarristen Henri Salvador (damals nahm Salvador als Henry Cording auf) mit. Danach arbeitete er für Serge Gainsbourg, für den er bis zu dessen Album „Gainsbourg percussions“ von 1964 arrangierte (einschließlich des Films „L’eau à la bouche“ von Jacques Doniol-Valcroze 1959). Auch schrieb er weitere Filmmusik. Für France Gall instrumentierte er Poupée de cire, poupée de son von Gainsbourg, das 1965 den Eurovision Song Contest gewann. Er schrieb Arrangements unter anderem für Jean Ferrat, Juliette Gréco, Nana Mouskouri, Serge Reggiani und Salvatore Adamo.
Seinen ersten Auftrag als Filmkomponist erhielt er von Pierre Kast für dessen Kurzfilm über Le Corbusier. Kast engagierte ihn anschließend für sein Spielfilmdebüt Alchimie der Liebe (1957) als Komponist. Bekannt wurde seine Filmmusik für den Zeichentrick-Science-Fiction-Film „Der Phantastische Planet“ (La Planète Sauvage) von Regisseur René Laloux (1973) nach visuellen Motiven von Roland Topor, der den Spezialpreis in Cannes gewann. Außerdem stammen die Titelmelodien der Serien Ich heirate eine Familie und Ein Heim für Tiere von ihm. Für die Filmmusik, die er in den 1970/1980er Jahren für Pornofilme komponiert hat, benutzte er  Pseudonyme.
Als Jazzpianist veröffentlichte er nur das Album Go Go Goraguer (Philips/Emarcy, 1956), mit Paul Rovère (Bass) und Christian Garros (Schlagzeug). Es ist in der „Collection Jazz in Paris“ neu veröffentlicht worden, ebenso wie seine Filmmusik zu „J’irai cracher sur vos tombes“. 2024 erschien die Kompilation Rare Soundtracks & Lost Tapes (1973–1984).

## Filmografie (Auswahl)
Gorauer hat seit 1957 für über 100 französische Kino- und Fernsehfilme die Musik komponiert.
- 1957: Alchimie der Liebe (Amour de poche) – Regie: Pierre Kast
- 1966: Les Escargots – Regie: René Laloux
- 1971: Balduin, der Sonntagsfahrer (Sur un arbre perché)
- 1973: Ich – die Nummer eins (Le silencieux)
- 1973: Der wilde Planet (Le Planète suavage)
- 1983: Ich heirate eine Familie, Fernsehserie
- 2008: Tage oder Stunden (Deux jours à tuer)